# Samoborsko gorje
Samoborsko gorje  je sjeverni masiv Žumberačkog gorja. Najviši vrh je Japetić koji je na 879 metara nadmorske visine. 
Na istočnim obroncima Samoborskog gorja, na izlazu rijeke Gradne u savsku nizinu smjestio se gradić Samobor.

## Zaštita prirode
Zbog svoje flore, faune, ali i kulturnih lokaliteta, Žumberačka je gora zaštićeni park prirode. Samoborsko gorje je uglavnom građeno od vapnenaca trijaske i kredne starosti.

### Park prirode Žumberak – Samoborsko gorje
Žumberačka gora zajedno sa Samoborskim gorjem od 1999. čine Park prirode Žumberak – Samoborsko gorje, koji obuhvaća oko 350 km2.

## Planinarsko i izletničko odredište
Na Samoborskom gorju nalaze se mnogobrojni planinarski domovi (Žitnica, »Dr. Maks Plotnikov«, Oštrc, »Ivica Sudnik« na Velikom dolu, Sveti Bernard i dr.) i skloništa. Od 19. stoljeća gorje je poznato izletište Samoborčana, Jaskanaca i Zagrepčana, a prvi organizirani i zapisani planinarski izlet datira iz 1875. godine.